# Dong Hoi
Dong Hoi (på vietnamesiska Đồng Hới) är en stad i Vietnam och är huvudstad i provinsen Quang Binh. Folkmängden uppgick till 111 141 invånare vid folkräkningen 2009, varav 76 058 invånare bodde i själva centralorten.
Dong Hoi ligger 50 km söder om nationalparken Phong Nha-Ke Bang nationalpark och 486 km söder om Hanoi, Ho Chi Minh-staden ligger 1238 km söder om Dong Hoi, Huế ligger 172 km söder om Dong Hoi. Dong Hoi har en hamn och en flygplats, Dong Hoi flygplats. Nhat Le-floden rinner genom staden. Den nord-sydliga järnvägen och riksväg rinner genom staden. Dong Hois kust är 12 kilometer.
|                                            | Jan  | Feb  | Mar  | Apr  | Maj   | Jun  | Jul  | Aug   | Sep   | Okt   | Nov   | Dec   |
| ------------------------------------------ | ---- | ---- | ---- | ---- | ----- | ---- | ---- | ----- | ----- | ----- | ----- | ----- |
| Normaldygnets maximitemperaturs medelvärde | 22,2 | 22,8 | 25   | 28,9 | 32,8  | 34,4 | 34,4 | 33,9  | 31,1  | 28,3  | 25,6  | 22,8  |
| Normaldygnets minimitemperaturs medelvärde | 17,2 | 17,8 | 19,4 | 22,2 | 25,0  | 26,7 | 26,7 | 26,1  | 24,4  | 22,2  | 20,0  | 17,8  |
|                                            |      |      |      |      |       |      |      |       |       |       |       |       |
| Nederbörd                                  | 66   | 43,2 | 45,7 | 54,3 | 109,2 | 81,3 | 91,4 | 139,7 | 421,7 | 543,6 | 360,7 | 134,6 |

| Diagram | temperaturer i °C • månadsnederbörd i mm • Källa: Sistema de Clasificación Bioclimática Mundial | temperaturer i °C • månadsnederbörd i mm • Källa: Sistema de Clasificación Bioclimática Mundial | temperaturer i °C • månadsnederbörd i mm • Källa: Sistema de Clasificación Bioclimática Mundial | temperaturer i °C • månadsnederbörd i mm • Källa: Sistema de Clasificación Bioclimática Mundial | temperaturer i °C • månadsnederbörd i mm • Källa: Sistema de Clasificación Bioclimática Mundial | temperaturer i °C • månadsnederbörd i mm • Källa: Sistema de Clasificación Bioclimática Mundial | temperaturer i °C • månadsnederbörd i mm • Källa: Sistema de Clasificación Bioclimática Mundial | temperaturer i °C • månadsnederbörd i mm • Källa: Sistema de Clasificación Bioclimática Mundial | temperaturer i °C • månadsnederbörd i mm • Källa: Sistema de Clasificación Bioclimática Mundial | temperaturer i °C • månadsnederbörd i mm • Källa: Sistema de Clasificación Bioclimática Mundial | temperaturer i °C • månadsnederbörd i mm • Källa: Sistema de Clasificación Bioclimática Mundial | temperaturer i °C • månadsnederbörd i mm • Källa: Sistema de Clasificación Bioclimática Mundial |
|         | 66 22 17                                                                                        | 43 23 18                                                                                        | 46 25 19                                                                                        | 54 29 22                                                                                        | 109 33 25                                                                                       | 81 34 27                                                                                        | 91 34 27                                                                                        | 140 34 26                                                                                       | 422 31 24                                                                                       | 544 28 22                                                                                       | 361 26 20                                                                                       | 135 23 18                                                                                       |

## Administration
Dong Hoi är indelad i 16 delar: 10 stadsdelar (phường) och 6 landsortsområden (xã).
| Nr  | Namn          | Vietnamesiska        | Folkmängd 2009 | Area (km²) |
| --- | ------------- | -------------------- | -------------- | ---------- |
| 1.  | Bac Ly        | Phường Bắc Lý        | 18 158         | 10,19      |
| 2.  | Bac Nghia     | Phường Bắc Nghĩa     | 6 981          | 7,76       |
| 3.  | Dong My       | Phường Đồng Mỹ       | 2 757          | 0,58       |
| 4.  | Dong Phu      | Phường Đồng Phú      | 8 646          | 3,81       |
| 5.  | Dong Son      | Phường Đồng Sơn      | 9 127          | 19,65      |
| 6.  | Duc Ninh Dong | Phường Đức Ninh Đông | 5 031          | 3,13       |
| 7.  | Hai Dinh      | Phường Hải Đình      | 3 878          | 8,822      |
| 8.  | Hai Thanh     | Phường Hải Thành     | 4 774          | 2,45       |
| 9.  | Nam Ly        | Phường Nam Lý        | 16 412         | 3,9        |
| 10. | Phu Hai       | Phường Phú Hải       | 3 581          | 3,06       |
| 11. | Bao Ninh      | Xã Bảo Ninh          | 8 906          | 16,3       |
| 12. | Duc Ninh      | Xã Đức Ninh          | 7 526          | 5,21       |
| 13. | Loc Ninh      | Xã Lộc Ninh          | 8 647          | 13,4       |
| 14. | Nghia Ninh    | Xã Nghĩa Ninh        | 4 642          | 16,22      |
| 15. | Quang Phu     | Xã Quang Phú         | 3 178          | 3,23       |
| 16. | Thuan Duc     | Xã Thuận Đức         | 3 788          | 45,28      |